# Geranomyia bivittata
Geranomyia bivittata är en tvåvingeart som beskrevs av Becker 1908. Geranomyia bivittata ingår i släktet Geranomyia och familjen småharkrankar. Inga underarter finns listade i Catalogue of Life.